# نیتروگلیسرین
نیتروگلیسیرین (به انگلیسی: Nitroglycerin) با نام آیوپاک ۱٬۲٬۳-ترینیتروکسی پروپان، همچنین به عنوان (به انگلیسی: trinitroglycerin) یا TNG نیز شناخته می‌شود، روغنی سنگین و بی‌بو است و دارویی با رده درمانی گشاد کننده عروقی بوده و نیز نام یک ماده منفجره می‌باشد. این ماده به شکل‌های دارویی قرص، برچسب پوستی و افشانه در بازار موجود است. این دارو از نیتریک اسید و گلیسیرین درست می‌شود و از دهه ۱۸۸۰ میلادی به عنوان سوخت در سلاح‌های گرم مورد استفاده قرار گرفت. نیتروگلیسیرین اولین ماده تولید شده توسط بشر بود که از باروت کارایی بهتری داشت. در سال ۱۸۴۷ اولین بار توسط شیمی‌دان ایتالیایی آسکانیو سوبررو، سنتز شد.نیتروگلیسیرین بعداً توسط آلفرد نوبل به عنوان یک ماده منفجره مفید تجاری مورد استفاده قرار گرفت. او پس از کشته شدن برادرش در طی انفجاری در هلنبورگ سوئد، سعی در ایجاد راهکارهای ایمن تری برای استفاده این ترکیب در صنعت کرد.ویلیام مورل اولین کسی بود که مزایای نیتروگلیسیرین را برای کاهش فشار خون و آنژین صدری کشف کرد

## موارد مصرف
نیتروگلیسرین در آنژین صدری تجویز می‌شود.
1. تخفیف یک آنژین صدری با مصرف دارو و پس از شروع درد
2. جلوگیری از حمله قلبی با مصرف دارو و درست پیش از بروز حمله
3. کاهش تعداد حملات با مصرف دائمی و منظم دارو. قرص‌های زیر زبانی نیتروگلیسیرین، قرص‌هایی که در دهان بین لب یا گونه و لثه‌های فوقانی گذاشته می‌شوند، یا افشانه آئروسل که در زیر زبان زده می‌شود، همگی حملات آنژینی را تخفیف داده یا از آن‌ها جلوگیری می‌کنند.
4. کنترل فشار خون
5. درمان نارسایی قلبی
6. افزایش پرفیوژن شریان‌های کرونری و کاهش درد قفسه سینه در آنژین و سکته قلبی
7. کاهش پیش بار در ادم حاد ریوی

## موارد منع مصرف
1. فشار خون سیستول کمتر از ۹۰
2. مصرف سیلدنافیل (ویاگرا) یا مشابه آن در ۲۴–۴۸ ساعت گذشته
3. ضربه سر اخیر مانند بیمارانی که دچار ضربه به سر شده‌اند
4. مصرف ۳ دوز نیتروگلیسیرین از قبل

## موارد احتیاط
در بیماران ضربه مغزی، افزایش فشار داخل جمجمه و شوک با احتیاط مصرف شود.
این ماده به ضربه و گرمای ناگهانی حساس بوده و بهمان دلیل در همان قرن ۱۹ام خرابی‌های بسیاری به وجود آورد و به همین دلایل این ماده را در حالت یخ زده حمل می‌کردند که در این حالت حساسیت این ماده کمتر بود ولی در این حالت نیز باید یخ زدایی انجام می‌شد

## مکانیسم اثر
این دارو از طریق گشاد نمودن عروق کرونر قلب عمل می‌کند؛ به همین علت آن را یک داروی ضد آنژین می‌نامند.
گشادکننده عروق محیطی و عروق کرونر با اثرات ضد آنژین، ضد ایسکمی، ضد فشارخون کاهش پیش بار و پس بار قلب، کاهش نیاز اکسیژن میوکارد و در نتیجه کاهش بار کاری قلب.

## عوارض جانبی
تاری دید، خشکی دهان، سردرد شدید، یا بثورات جلدی. علایم مسمومیت در اثر مصرف بیش از حد نیتروگلیسرین عبارتند از: کبودی لب‌ها، بستر ناخن‌ها، و کف دست‌ها؛ سرگیجه شدید؛ احساس فشار در سر و سر درد شدید؛ مشکل در تنفس؛ خستگی شدید؛ ضربان قلب تند؛ تب؛ و تشنج. برخی از مصرف‌کنندگان نیتروگلیسرین همچنین ممکن است دچار سردرد خفیف یا شدید، برافروختگی صورت و گردن و تهوع شوند. با استفاده مداوم از دارو، سردرد معمولاً طی چند روز یا هفته رفع خواهد شد. این سردردها را می‌توان با مسکن‌های معمولی تسکین داد.

## انفجار
نیتروگلیسیرین و هر رقیق‌کننده مطمئناً می‌توانند سوختگی داشته باشند. قدرت انفجاری نیتروگلیسیرین ناشی از انفجار است: انرژی حاصل از تجزیه اولیه موجب فشار قوی است که مواد سوخت اطراف آن را منفجر می‌کند. این موج شوک خودکشی است که از طریق مواد منفجره ۳۰ برابر سرعت صوت، به عنوان یک تجزیه‌کننده تقریباً فوری از طریق سوخت به یک گاز سفید گرم تبدیل می‌شود. انفجار نیتروگلیسیرین گازهایی را تولید می‌کند که بیش از ۱۲۰۰ بار حجم اولیه را در دمای اتاق و فشار عادی اتاق اشغال می‌کند. گرما آزاد شده، دما را به حدود ۵۰۰۰ درجه سانتیگراد افزایش می‌دهد (۹۰۰۰ درجه فارنهایت). این کاملاً با تخریب متفاوت است که تنها صرفه جویی در دسترس بودن سوخت صرف نظر از فشار یا شوک است. تجزیه این امر موجب نسبت بسیار بالایی نسبت به انرژی مولکول‌های گاز شده در مقایسه با سایر مواد منفجره شده‌است و این یکی از داغترین مواد منفجره انفجاری است.

## میزان تولید جنگی
مقادیر زیادی نیتروگلیسیرین در طول جنگ جهانی اول و جنگ جهانی دوم برای استفاده به عنوان سوخت‌های نظامی و در کارهای مهندسی نظامی تولید شد. در طول جنگ جهانی اول، کارخانه HM, Gretna، بزرگ‌ترین کارخانه سوختگیری در بریتانیا، در هفته حدود ۸۰۰ تن کوردیت (جایگزینی برای باروت) تولید کرد. این مقدار با فرض عدم تلفات در تولید، نیاز به حداقل ۳۳۶ تن نیتروگلیسیرین در هفته دارد. نیروی دریایی سلطنتی کارخانه خود را در کارخانه نیروی دریایی سلطنتی، Holton Heath در Dorset انگلستان داشت. یک کارخانه بزرگ کوردیت در کانادا در طول جنگ جهانی اول ساخته شده بود. کارخانه کوردیتی کانادا در نوبل، انتاریو، برای تولید ۱٫۵۰۰٫۰۰۰ پوند (۶۸۰ تن) کوردیت در هر ماه ساخته شد و نیاز به حدود ۲۸۶ تن نیتروگلیسیرین در هر ماه داشت.